# 明楽

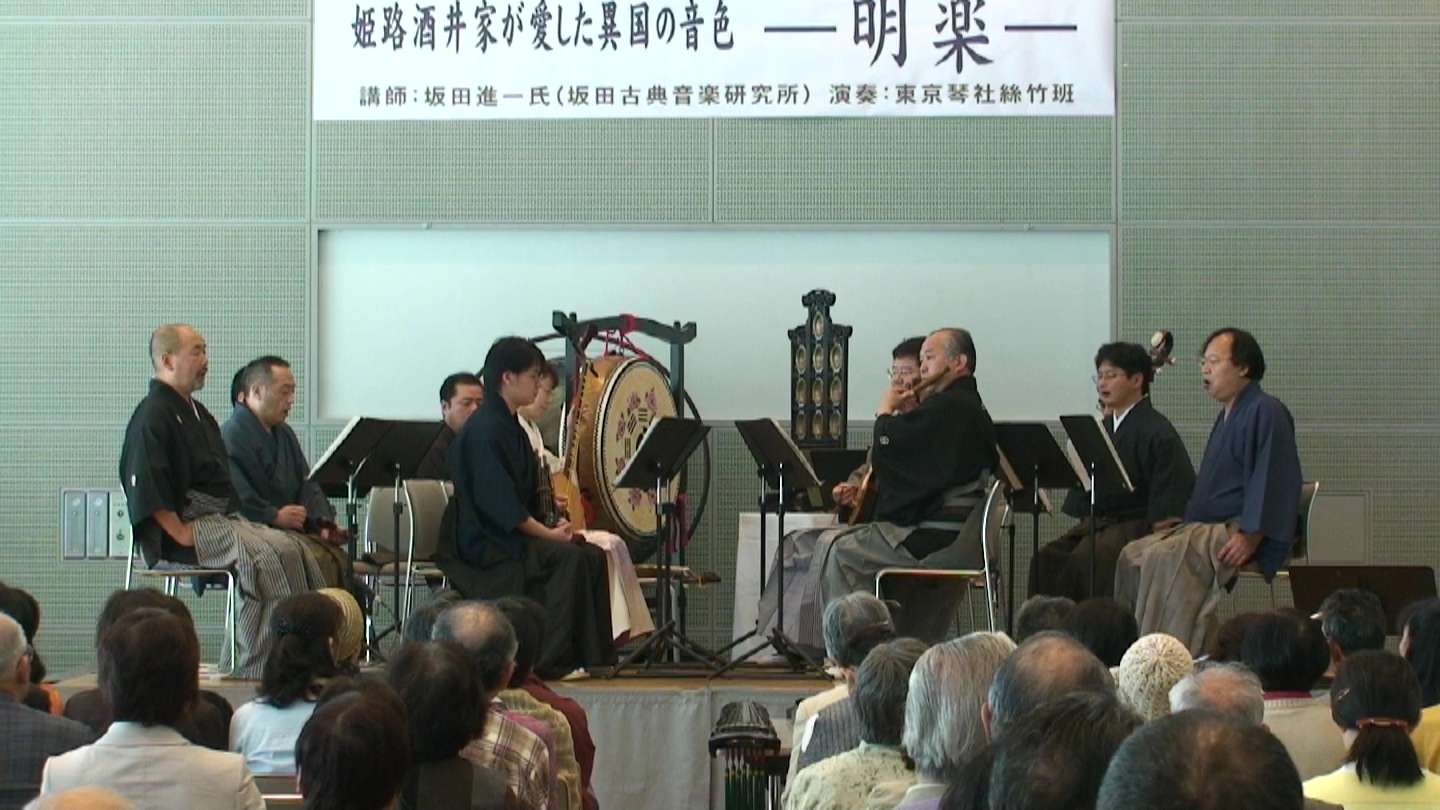
明楽の「坐楽式」半隊12名による復元演奏。2008.4.27,姫路文学館にて。坂田古典音楽研究所(東京)によるレクチャーコンサート。

明楽（みんがく）とは、江戸期に明朝から日本に伝えられた廟堂（びょうどう）音楽の名称である。

## 歴史
明楽の伝来は、明国の魏之琰（ぎしえん、1617年?-1689年）の帰化にさかのぼる。福建省福州府福清県の出であったが、明末清初の戦乱を避けて安南国、後に東京（トンキン）国へと赴き、長崎との白糸の交易の船主となって、富を築いた。正保四年（1637年）には長崎に崇福寺の建立に多大な寄進をして四大檀越すなわち魏王何林の一つに名を連ねた。彼は交易に携わる傍ら、明国の宗室や廟堂の音楽に造詣が深かったが、それらの音楽を長崎で一族郎党を率い演奏していた。彼は願い出て上京し、延宝元年（1673年）には内裏で演奏するなど、明楽は広まりを見せた。延宝七年（1679年）には長崎奉行に許されて日本に帰化し、福建の出身地から鉅鹿（おおが）姓を名乗った。

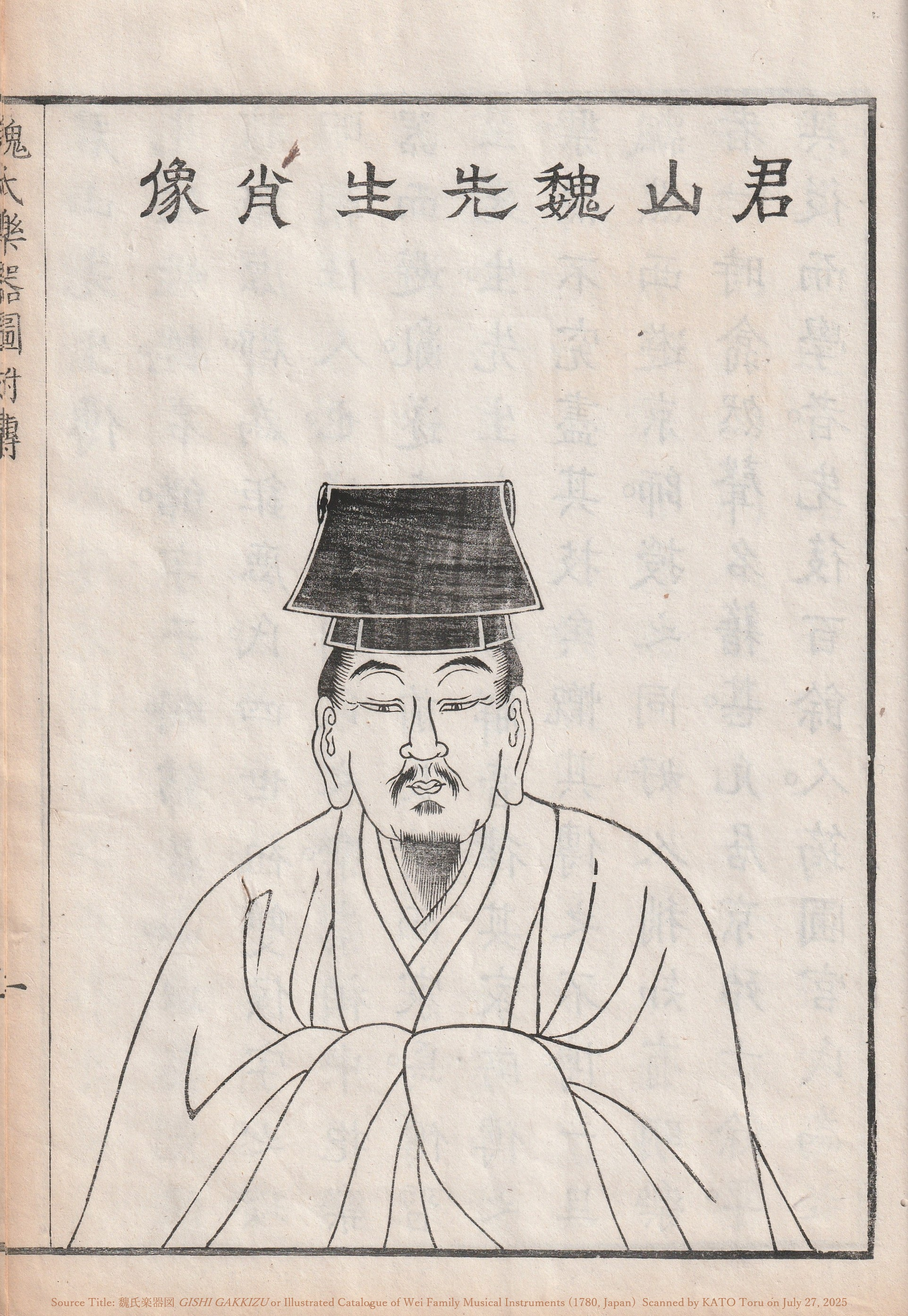
魏皓の肖像。『魏氏楽器図』より。

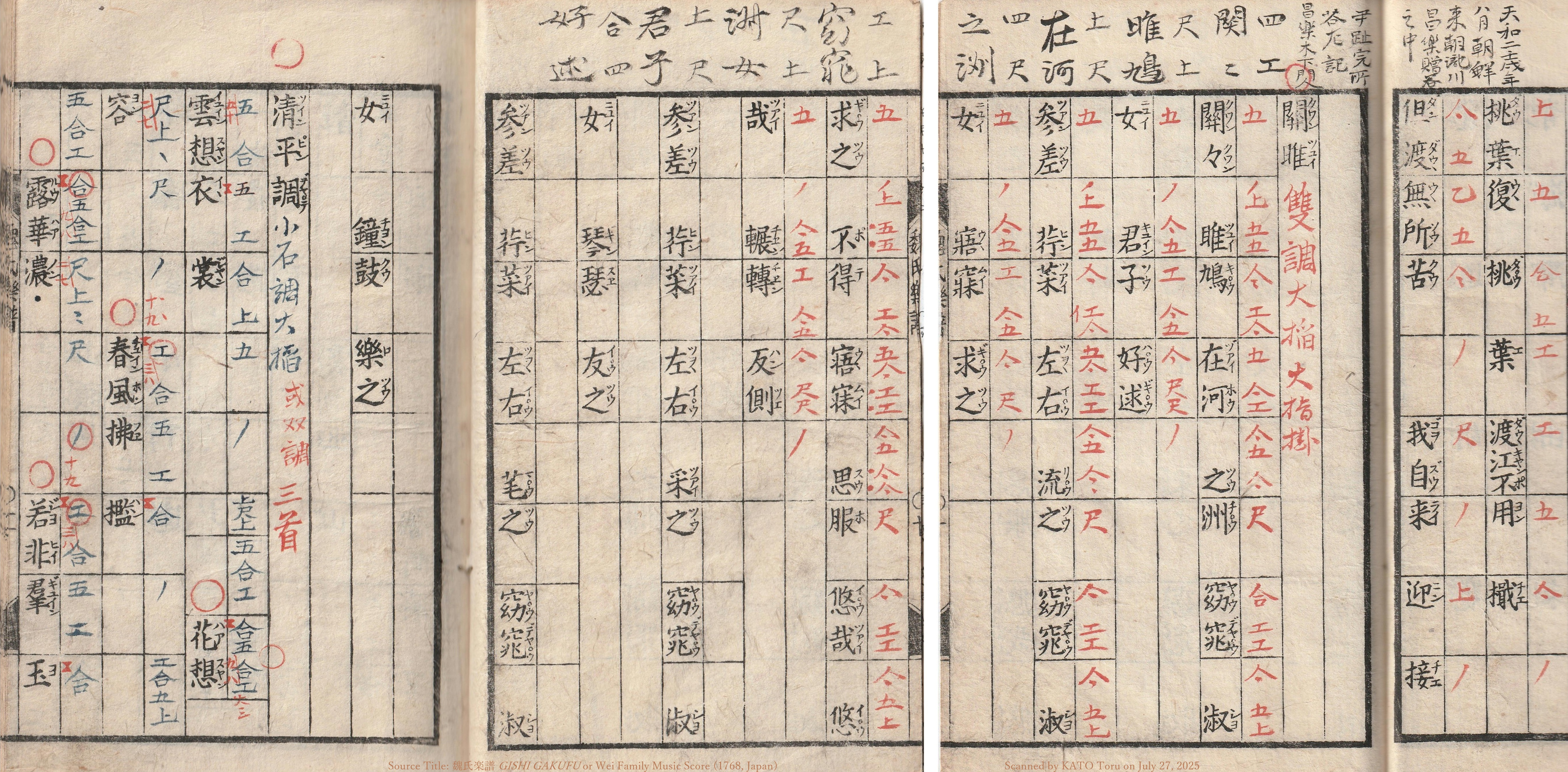
『魏氏楽譜』

　魏之琰から四代目にあたる魏皓（ぎこう、1728年?-1774年）（魏君山。鉅鹿民部規貞）は、特に秀でた音楽の才能を持っていた。彼は家督を継ぐ事を好まず、また自分の家の中だけで伝承されていた明楽を世に広めたいと考え、京にのぼり諸侯の前で明楽を奏した。また姫路藩主の酒井雅楽頭の扶持も受け、一時は百人もの弟子を抱えまでになり、広く明楽を貴族階級、武士階級に広めた。明和五年（1768年）、魏皓は明楽の曲を工尺譜（こうせきふ）で書き表し、門人のための教科書『魏氏楽譜』を刊行した。魏氏伝来の楽曲は全部で243曲の多きにのぼったが、そのうち魏皓が生前に門人に伝授した曲は半分の百余曲で、『魏氏楽譜』に収録されたのはさらにその半分の50曲のみであった。高弟の跋文によると続刊を刊行する計画があったようだが、魏皓が死去したため、50曲のみで刊行終了となった。魏皓の没後、安永九年（1780年）には、弟子によって『魏氏楽器図』が刊行された。

　江戸時代の日本には、上述の「魏氏明楽」とは別系統の「別伝の明楽」も存在した。例えば、朱舜水が伝えた明楽が梁川藩で伝承されていたことを示唆する記録もある（『音楽雑誌』第二拾五号、1892年）。また『明楽唱号』（編者不詳）や『唐音和解』、『雅遊漫録』付録「笛譜」にも明楽の簡単な楽譜が載っている。が、これら別伝の明楽は「魏氏明楽」の影にかくれて、あまり世に知られなかった。そのため日本で単に「明楽」と言えば、もっぱら魏氏の明楽を指す。

　明和年間（1764年-1772年）に最盛期を迎えた明楽は、清楽（しんがく）の流行に押されて急速にすたれ、その一部は清楽に取り入れられた。清楽と合わせて明清楽（みんしんがく）と呼ばれることも多いが、「明清楽」という呼称は、事実上清楽だけを指す場合も多いので、注意を要する。

　清楽はソロでもアンサンブルでも演奏・歌唱を楽しめる軽音楽であり、身分制度が厳しかった江戸時代でも、百姓町人から大名まで身分の上下を問わず楽しむことができた。いっぽう明楽は、武士や儒学者などが集団で演奏・斉唱する雅楽であり、実演にあたっては高度な集団訓練と相当の経費を必要とした。明楽は、姫路藩のような大藩がパトロンとなってはじめて維持できる上流階級の音楽であった。このような条件的制約も、明楽が清楽に押される一因となった。

## 特徴

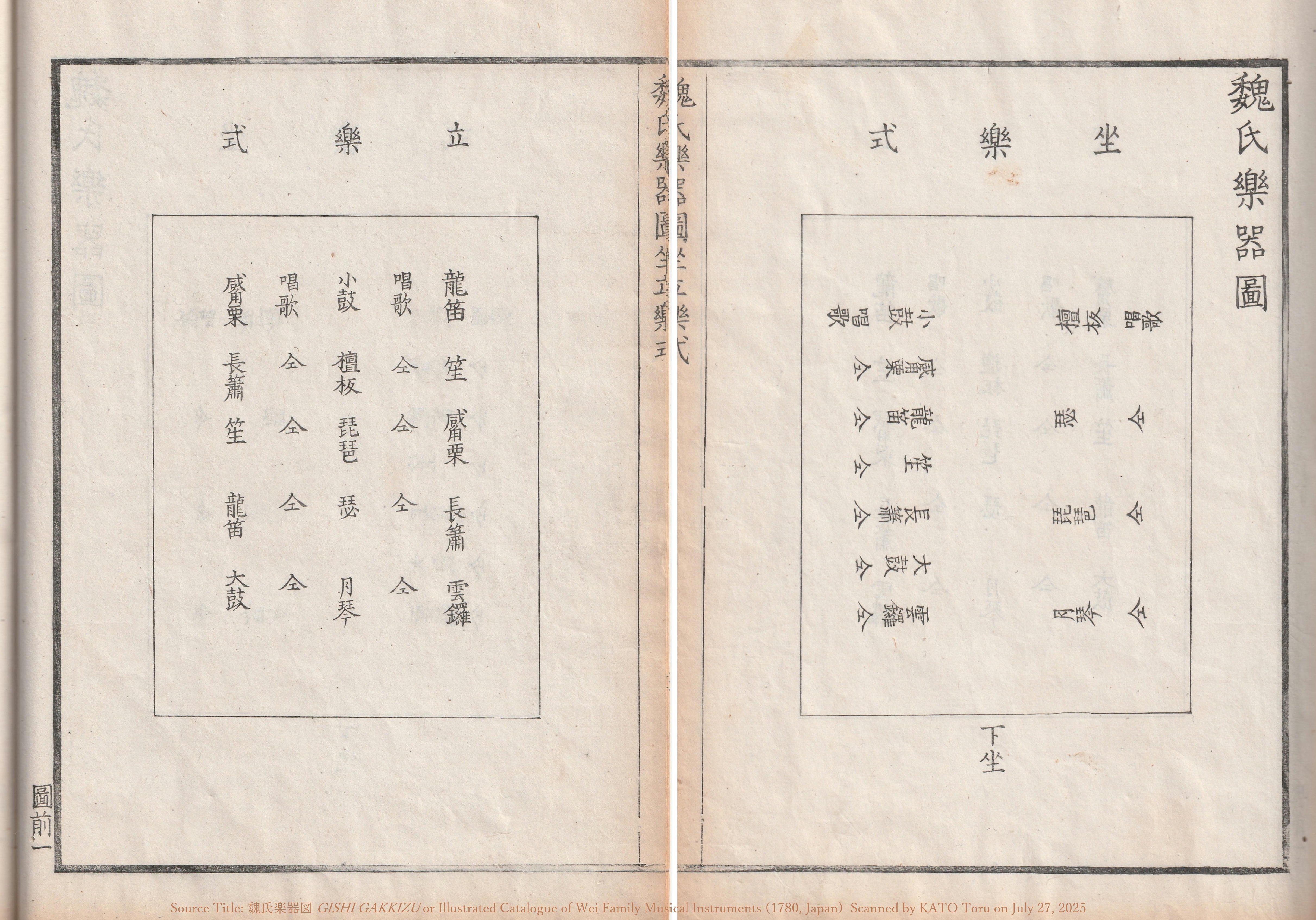
『魏氏楽器図』より、坐楽式と立楽式(楽隊員の配置図)。

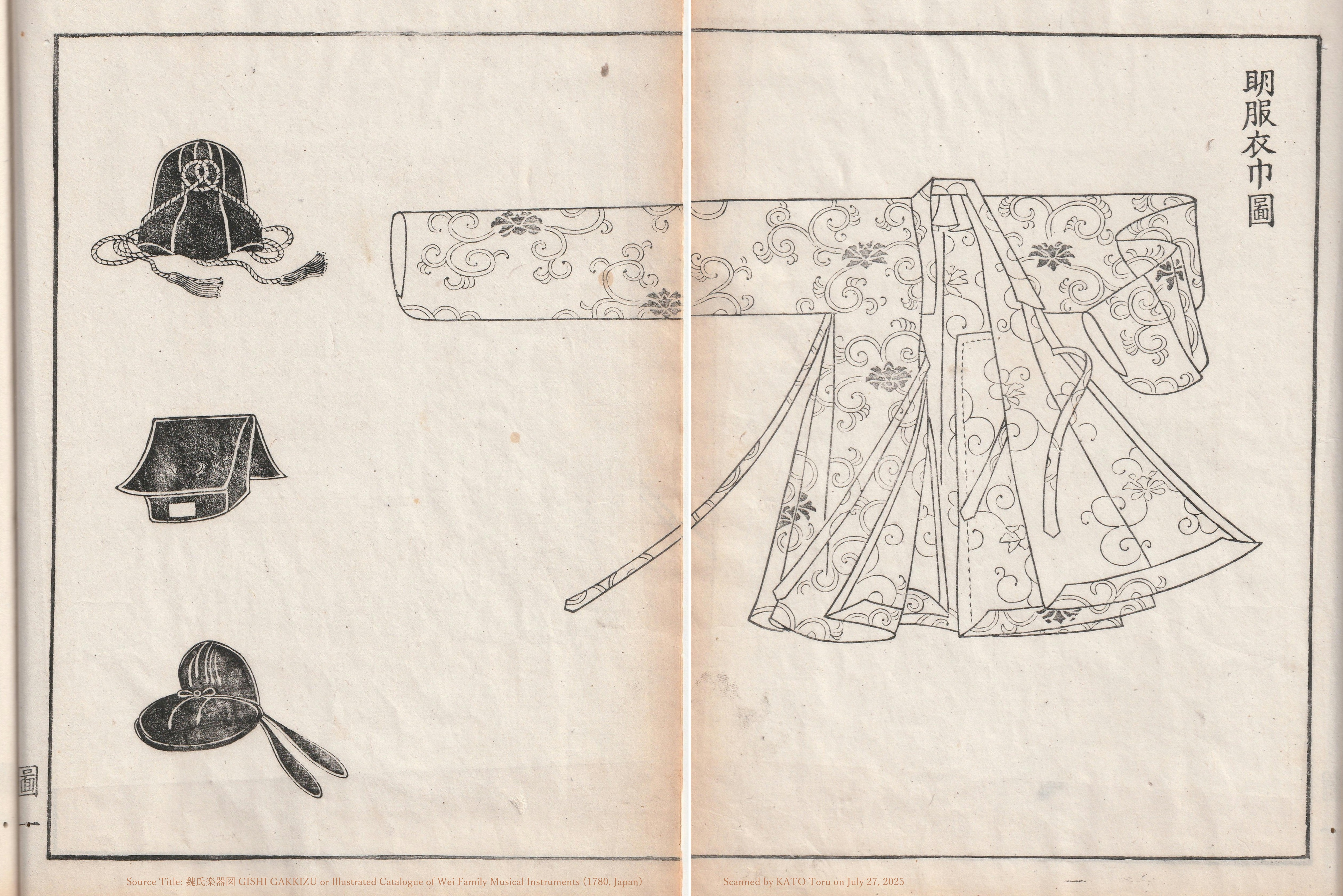
『魏氏楽器図』より、明服衣巾図。

明楽も清楽も、中国伝来の音楽であったが、その風格はまったく違う。明楽は明朝時代の荘重な廟堂音楽ないし雅楽であるが、清楽は清朝時代の軽妙な通俗音楽で、曲目も楽器の編成も異なる。西洋音楽でたとえれば、クラシックとポピュラーほども違う。

　明楽は男子の斉唱を主体とし、伴奏楽器で歌唱の旋律を支える。最低でも十名以上、通常は二十数名で斉唱・合奏する。歌詞は漢詩や唐宋詞と共通するものが多く、日本でもそれを唐音で歌った。声楽が主体だが、それにあわせて器楽で伴奏し、舞いも踊られた。当時の日本では、雅楽などの例外をのぞけば、これだけ大規模な楽隊編成は他になかった。仏教の声明（しょうみょう）音楽に器楽演奏を添えたような感じの、力強く荘重な音楽であった。

　明楽で使う楽器は「管四、弦三、打四」であった。

　　管楽器：巣笙（そうしょう）　觱篥（ひつりつ）　龍笛（りゅうてき）　長簫（ちょうしょう）

　　弦楽器：小瑟（しょうしつ）　琵琶　月琴

　　打楽器：太鼓　小鼓（しょうこ）　雲鑼（うんら）　檀板（だんばん）

　巣笙と觱篥は、それぞれ日本の雅楽の笙と篳篥（ひちりき）にあたる（ただし、楽器のサイズや形状が微妙に違い、それにともない音色もやや異なる）。龍笛は薄い笛幕（てきまく）を穴に張ったいわゆる明笛（みんてき）で、長簫は日本の尺八を細く長くしたような形の洞簫である。

　琵琶は現代中国のものにくらべると薄く華奢な作りである。明楽の月琴は、長いさおをもつ阮咸（げんかん）のことである。清楽や現代中国の「月琴」と名前は同じでも、実際は違う楽器を指すので、注意を要する。

　明楽で使用する弦楽器は撥弦楽器のみである。清楽と違い、胡琴（いわゆる「二胡」など）のような擦弦楽器は使用しない。

## 現状

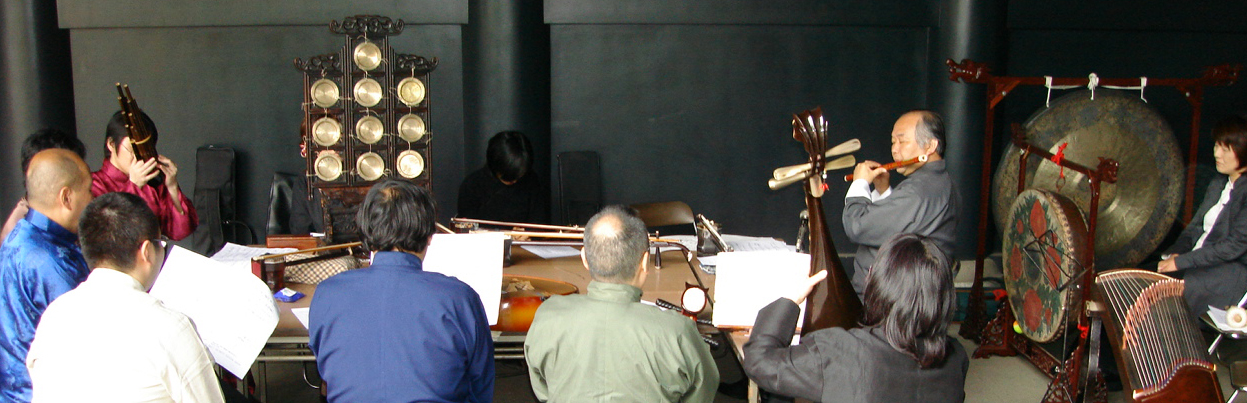
湯島聖堂での明楽の演奏（坂田古典音楽研究所）。2008.4.20撮影

幕末から明治にかけて、明楽は絶滅寸前の状態であった。不幸中の幸い、明治年間に音楽取調掛（東京芸術大学の前身）が、鉅鹿氏の子孫から明楽の楽器や楽器図、楽譜図などの資料をまとめて購入したおかげで、明楽の資料は比較的よく残っている（現在これらの資料は東京芸術大学が所蔵）。
　上述の『魏氏楽譜』には、「江陵楽」「蝶恋花」「喜遷鶯」「陽関曲」「賀聖朝」「昭君怨」「如夢令」など五十曲の楽譜が収録されている。唐宋の詩詞と同題名の曲も少なくない（例えば「陽関曲」の歌詞は、王維の七絶である）。今日の楽譜と違い、楽譜の肝心な部分は、弟子が肉筆で加筆するようになっている（師匠に手続きをふんで入門し、門人にならないと、楽譜を教えてもらえない仕組みになっていた。こうしたことは、江戸時代の芸道では、よく見られた）。
　日本では明楽の楽器の現物のセットと『魏氏楽譜』という完備した楽譜が残っているのに対して、中国本土では明楽についての資料はほとんど残っていない。そのため『魏氏楽譜』（に書き込まれた楽譜）は、中国本土の音楽研究者にとっても第一級の資料となっている。
　現在、明楽の再現演奏は、東京音楽大学付属民族音楽研究所の定例公開講座「伊福部昭の遺した明清楽器を聴く」や、湯島聖堂での坂田古典音楽研究所の演奏などで聴くことができる。